# Manchester City Football Club 1901-1902
Questa pagina raccoglie i dati riguardanti il Manchester City Football Club nelle competizioni ufficiali della stagione 1901-1902.

## Stagione
Rimasti sul fondo della classifica della First Division per tutta la stagione, i Citizens furono esclusi dalla lotta per la salvezza con una gara di anticipo, ottenendo il primo declassamento della loro storia.
In FA Cup il Manchester City esordì eliminando dopo due ripetizioni il Preston N.E., ma si fermò al turno successivo a causa di una sconfitta contro il Nottingham Forest.

## Maglie
Vennero utilizzate le stesse divise introdotte nel 1900.
| Manica sinistra · Maglietta · Maglietta · Manica destra · Pantaloncini · Calzettoni |

## Rosa
| N. |                        | Ruolo | Calciatore       |
| -- | ---------------------- | ----- | ---------------- |
|    | Scozia (bandiera)      | P     | Frank Barrett    |
|    | Inghilterra (bandiera) | P     | Jack Hillman     |
|    | Inghilterra (bandiera) | P     | Charlie Williams |
|    | Inghilterra (bandiera) | D     | Herbert Burgess  |
|    | Scozia (bandiera)      | D     | Tommy Hynds      |
|    | Galles (bandiera)      | D     | Di Jones         |
|    | Scozia (bandiera)      | D     | Willie Orr       |
|    | Inghilterra (bandiera) | D     | Percy Slater     |
|    | Inghilterra (bandiera) | D     | Buxton Smith     |
|    | Inghilterra (bandiera) | C     | Sammy Frost      |
|    | Inghilterra (bandiera) | C     | Billy Holmes     |
|    | Scozia (bandiera)      | C     | Jamie Hosie      |
|    | Inghilterra (bandiera) | C     | Robert Hunter    |
|    | Scozia (bandiera)      | C     | Willie McOustra  |
|    | Inghilterra (bandiera) | C     | Bobby Molfatt    |

| N. |                        | Ruolo | Calciatore       |
| -- | ---------------------- | ----- | ---------------- |
|    | Inghilterra (bandiera) | C     | Thomas Read      |
|    | Inghilterra (bandiera) | A     | Fred Bevan       |
|    | Scozia (bandiera)      | A     | Jimmy Drummond   |
|    | Scozia (bandiera)      | A     | William Ferguson |
|    | Inghilterra (bandiera) | A     | Billie Gillespie |
|    | Galles (bandiera)      | A     | Dick Jones       |
|    | Scozia (bandiera)      | A     | John Henderson   |
|    | Inghilterra (bandiera) | A     | Daniel Hurst     |
|    | Galles (bandiera)      | A     | Billy Meredith   |
|    | Scozia (bandiera)      | A     | Hugh Morgan      |
|    | Scozia (bandiera)      | A     | Jimmy Ross       |
|    | Inghilterra (bandiera) | A     | Jimmy Scotson    |
|    | Inghilterra (bandiera) | A     | Fred Therelfall  |
|    | Inghilterra (bandiera) | A     | Lionel Watson    |
|    | Inghilterra (bandiera) | A     | Fred Williams    |